# Partito Comunista del Nepal (Marxista-Leninista)
Il Partito Comunista del Nepal (marxista-leninista) è stato un partito comunista del Nepal.

## Storia
Fra il 26 dicembre 1978 e il 1º gennaio 1979, il Comitato di Coordinamento Comunista Rivoluzionario di tutto il Nepal (marxista-leninista) tenne il congresso di fondazione del Partito Comunista del Nepal (marxista-leninista), che assunse il marxismo-leninismo e il pensiero di Mao Zedong come propria linea ideologica. Segretario generale del PCN(ml) fu Chandra Prakash Mainali. Il Partito era fortemente ispirato dal Partito Comunista d'India (marxista-leninista), in particolare dalla fazione legata a Vinod Mishra che si evolverà nel PCI(ml)-Liberation.
Per un certo periodo di tempo, il PCN(ml) fu il più grande partito comunista del Nepal. Pubblicava Varg-Sangarsh (Lotta di classe) e Mukti Morcha (Fronte di Liberazione). Iniziò una lotta armata contro la monarchia, ottenendo alcuni successi che lo portarono a radicarsi profondamente.
Nel 1982, concorrentemente alla fase finale dell'ascesa al potere di Deng Xiaoping in Cina e all'apertura al libero mercato, la fazione moderata, sostenuta anche dal PCI(ml)-Liberation, riuscì a costringere C.P. Mainali a rassegnare le dimissioni ed imporre Jhala Nath Khanal come segretario generale. Khanal abbandonò la strategia della lotta armata e cercò di trasformare il PCN (ml) in un partito di massa, avanzando rivendicazioni democratiche.
Nel 1986, Madan Kumar Bhandari venne eletto segretario generale per accelerare il processo di moderatizzazione del Partito. Questo abbandonò la prospettiva del socialismo, preferendo concentrarsi sulla democrazia multipartitica.
Nel 1990, il PCN(ml) si unì al Fronte Unito della Sinistra; nell'ambito del Fronte, consolidò i suoi legami con il Partito Comunista del Nepal (marxista), unendosi al quale fondò, nel 1991, il Partito Comunista del Nepal (marxista-leninista unificato).